# Espejo (Álava)
Espejo es un concejo del municipio de Valdegovía, en la provincia de Álava, País Vasco (España).

## Localización
Se encuentra a poco menos de 40 km de Vitoria, capital de la provincia y a unos 30 de Miranda de Ebro.

## Geografía
Espejo está en una zona predominantemente llana en torno al río Omecillo pero de no gran anchura antes de ir elevándose en colinas, mucho más pronunciadas en dirección a la sierra de Árcena, hacia el oeste. En esa dirección se encuentra el montañoso y cercano pueblo de Barrio. Es atravesado por el río Omecillo, afluente del Ebro que habitualmente tiene un buen caudal de agua al atravesar la localidad.
Forma parte del concejo el poblado de Villapaterna.

## Historia
La primera referencia escrita al pueblo es en el Cartulario de Valpuesta del año 919, si bien se sabe que estaba en medio de una vía romana. En la Edad Media fue una importante ruta de salida de la sal de Añana hacía el Cantábrico, así como también lo fue del cereal de Castilla.

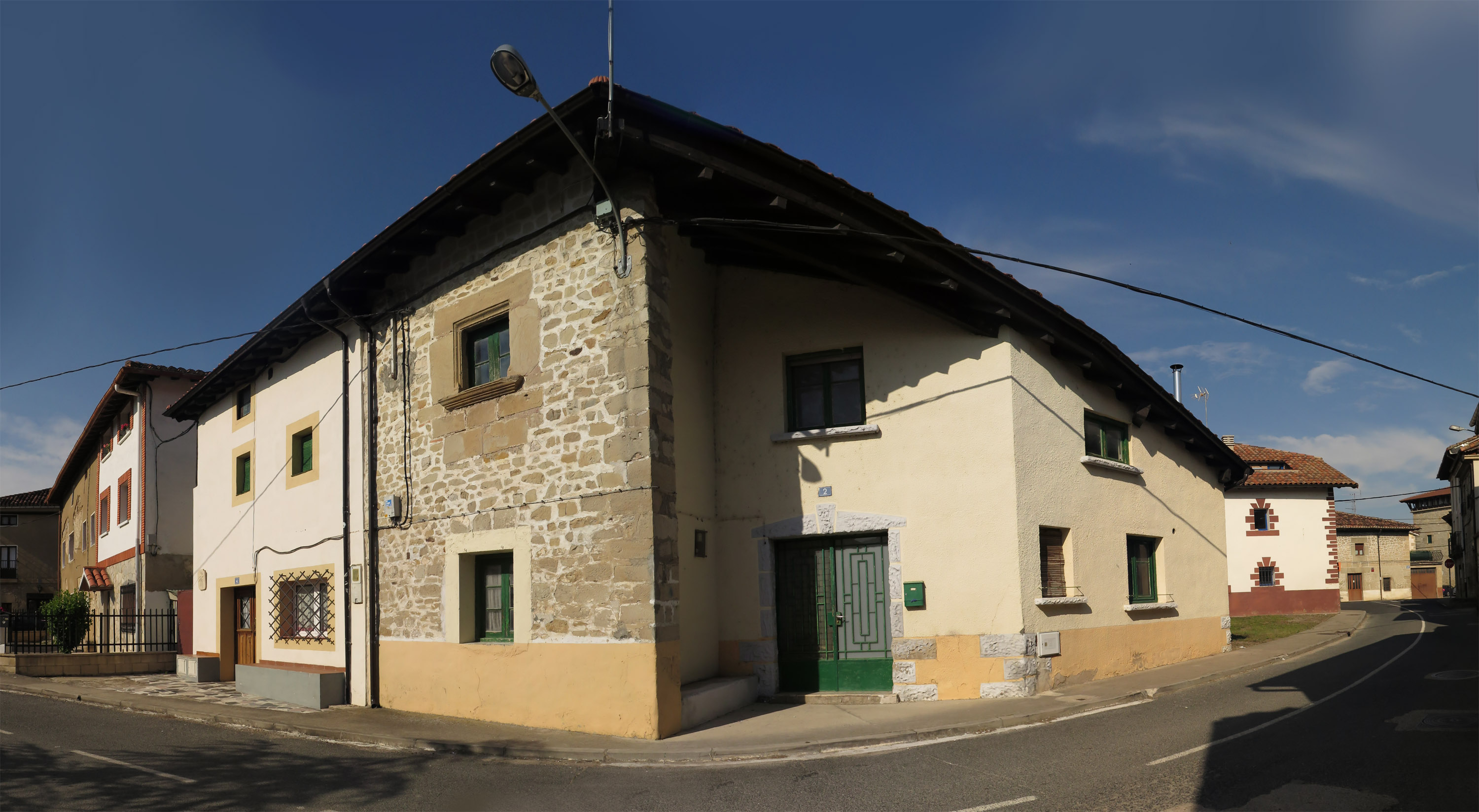
Calle de la zona central del pueblo con las típicas casas de sillería

## Servicios
A pesar de no ser la sede del ayuntamiento de Valdegovía, Espejo sí es el pueblo más habitado y con más servicios del municipio. Dispone de varias tiendas de alimentación (entre ellas una conocida panadería de elaboración propia), numerosos establecimientos hosteleros, un albergue juvenil, una entidad bancaria, un consultorio médico, un parque de bomberos y una peluquería.
Cuenta con unas piscinas seminaturales acondicionadas junto al rio Omecillo en lo que fue una amplia chopera, replantada con árboles de ribera autóctonos. Se encuentran al oeste del pueblo, en dirección a Barrio. Es conocida y apreciada la calidad y frescura de sus aguas, así como la existencia de varios establecimientos hosteleros que surten de comidas y bebidas a los visitantes en verano.

## Monumentos
- Iglesia del Salvador.[7]
- Torre medieval ubicada junto al puente de la localidad, ya que en aquella época se construyó para controlarlo.
- Torre de los Salazar.

## Lugares de interés cercanos
En el entorno cercano de esta localidad alavesa hay numerosos lugares de interés:
- Salinas de Añana
- El lago de Arreo
- Villanañe y Angosto
- Valpuesta
- El desfiladero de Sobrón
- Castillos de Fontecha
- Miranda de Ebro

## Demografía
La localidad ha aumentado notablemente su porcentaje de población durante el siglo XXIː
| Gráfica de evolución demográfica de Espejo entre 2000 y 2017 |
|                                                              |
| Población de derecho según los censos de población del INE.  |